# Peter Rosegger

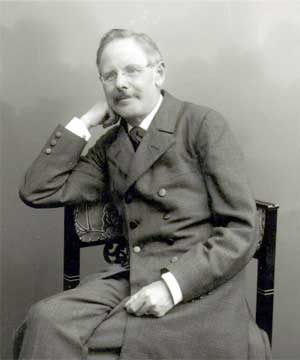
Peter Rosegger, ca. 1900

Peter Kettenfeier Rosegger (vor 1870 Roßegger oder Rossegger; * 31. Juli 1843 in Alpl, Herzogtum Steiermark, Kaisertum Österreich; † 26. Juni 1918 in Krieglach, Herzogtum Steiermark, Cisleithanien) war ein österreichischer Schriftsteller und Poet.

## Leben

### Namen
Die Schreibweise seines Namens Roßegger änderte er in Rosegger, als seine ersten Veröffentlichungen erschienen, da es in seiner Heimatgegend fünf Peter Roßegger gab, von denen einige nicht mit ihm verwandt waren und mit denen er nicht verwechselt werden wollte. Bis Mitte 1894 veröffentlichte er unter dem Namen P. K. Rosegger, danach scheint er seinen Rufnamen Peter vorgezogen zu haben. Für die Erzählung Das Unglück in Rieselwang benutzte er das Pseudonym Hans Malser.

### Waldbauernbub

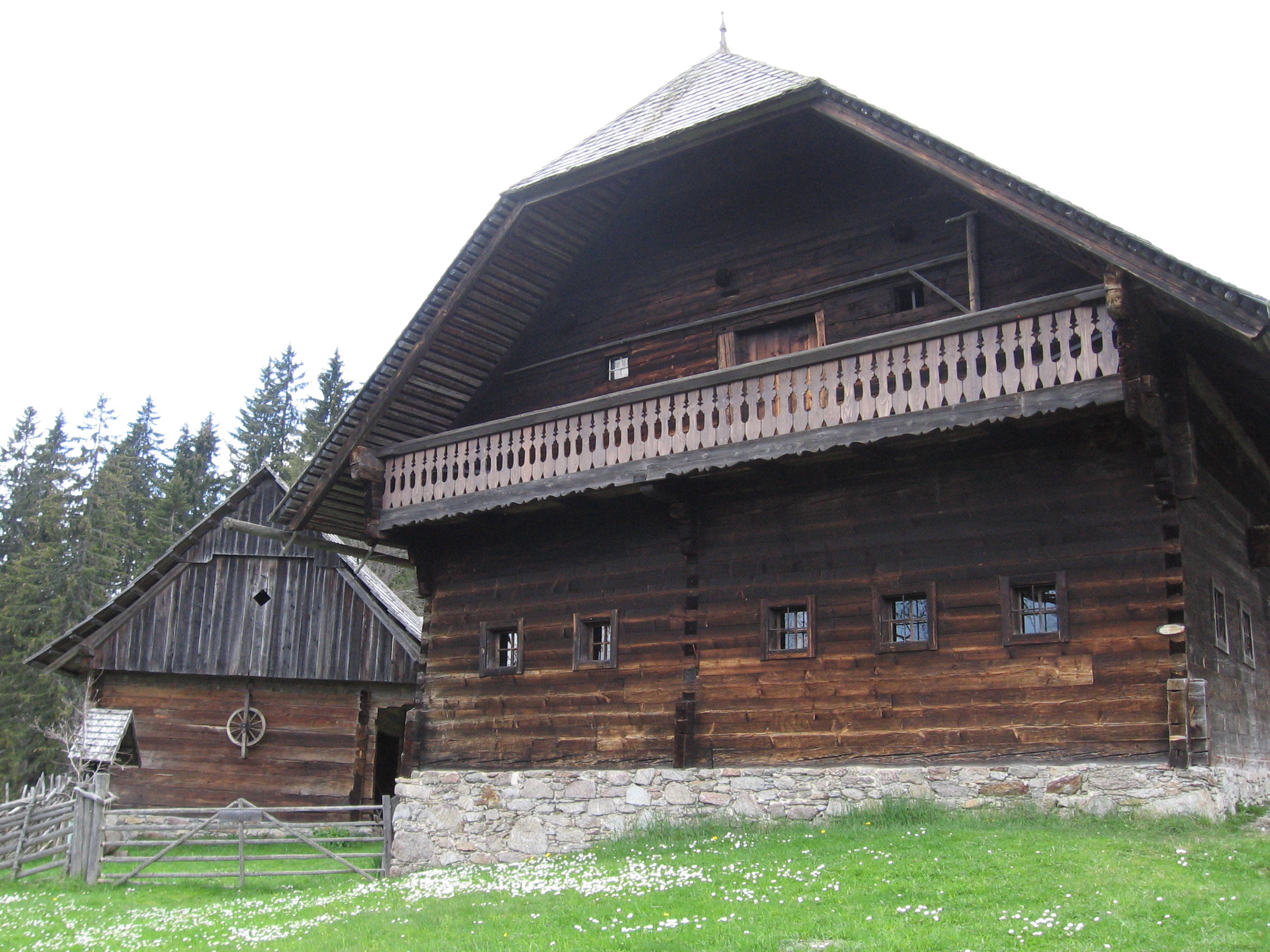
Der Kluppeneggerhof, Roseggers Geburtshaus in der Waldheimat

Peter Rosegger wurde am Kluppeneggerhof in Alpl als das Älteste von sieben Kindern des Waldbauern Lorenz Roßegger und dessen Ehefrau Maria Zeilbauer geboren und am 1. August, also zu Petri Kettenfeier getauft. Da in Alpl kein Schulzwang bestand, waren viele Einwohner Analphabeten, darunter auch sein Vater. Peter erfuhr nur einen beschränkten Schulunterricht. Ein Lehrer, der wegen seiner Sympathien für die Märzrevolution vom konservativen Pfarrer von der Schule verwiesen worden war, wurde von den armen Bauern aufgenommen und unterrichtete einige Bauernkinder, darunter auch Peter Rosegger.
Die Eltern wollten den Sohn zwar Pfarrer werden lassen, das Studium erschien aber als zu kostspielig. Weil er körperlich zu schwach war, Bauer zu werden, begann er als 17-Jähriger bei einem Wanderschneider in Sankt Kathrein am Hauenstein die Lehre. Er zog auf seiner Stör von Hof zu Hof und lernte dabei Leute und Bräuche kennen. Jakob Eduard Schmölzer ermunterte den jungen Rosegger, dabei vor allem Volkslieder, die er zu hören bekam, aufzuschreiben. Viele der mündlich tradierten Lieder und Geschichten blieben so bis heute erhalten. Rosegger hatte als Störschneiderlehrling nur ein schmales Einkommen, mit dem er Bücher zu kaufen begann, anfangs hauptsächlich Dorfgeschichten. Bald darauf begann er selbst zu schreiben.

### Entdeckung
Roseggers Firmpate namens Schmiedhofer überredete den jungen Schneidergesellen, seine literarischen Versuche einem Redakteur anzuvertrauen, und war bereit, die von Rosegger verfassten Bände selber nach Graz zu bringen. Der Redakteur der Grazer Tagespost, Adalbert Svoboda, erkannte sein schriftstellerisches Talent und vermittelte ihn deshalb an die Grazer Akademie für Handel und Industrie. Von ihm stammte die Bezeichnung Naturdichter, gegen die Rosegger sein Leben lang ankämpfte. Unterstützt wurde er von dem Industriellen Johann Peter von Reininghaus, der in Graz-Reininghaus eine der größten Brauereien Österreichs betrieb.
1865 zog Rosegger nach Graz, in seine erste Wohnung in der Wickenburggasse 5, und besuchte als Gasthörer zusammen mit 15-Jährigen viereinhalb Jahre lang die Schule. Nebenbei arbeitete er als Bibliothekar und absolvierte verschiedene Assistenzdienste. 1869 veröffentlichte Rosegger seine Erzählungen und verließ die Akademie. Er besuchte danach einige Vorlesungen in Philosophie und Germanistik an der Grazer Karl-Franzens-Universität. Ein vom steirischen Landesausschuss bewilligtes Stipendium auf drei Jahre ermöglichte ihm den Aufenthalt in Deutschland, den Niederlanden, der Schweiz und Italien. Auf einer Bildungsreise im Sommer 1872 über Bologna, Florenz und Rom bis nach Neapel besichtigte er die antiken Ausgrabungen von Pompeji, Renaissance-Kunst.

### Karriere und Familie

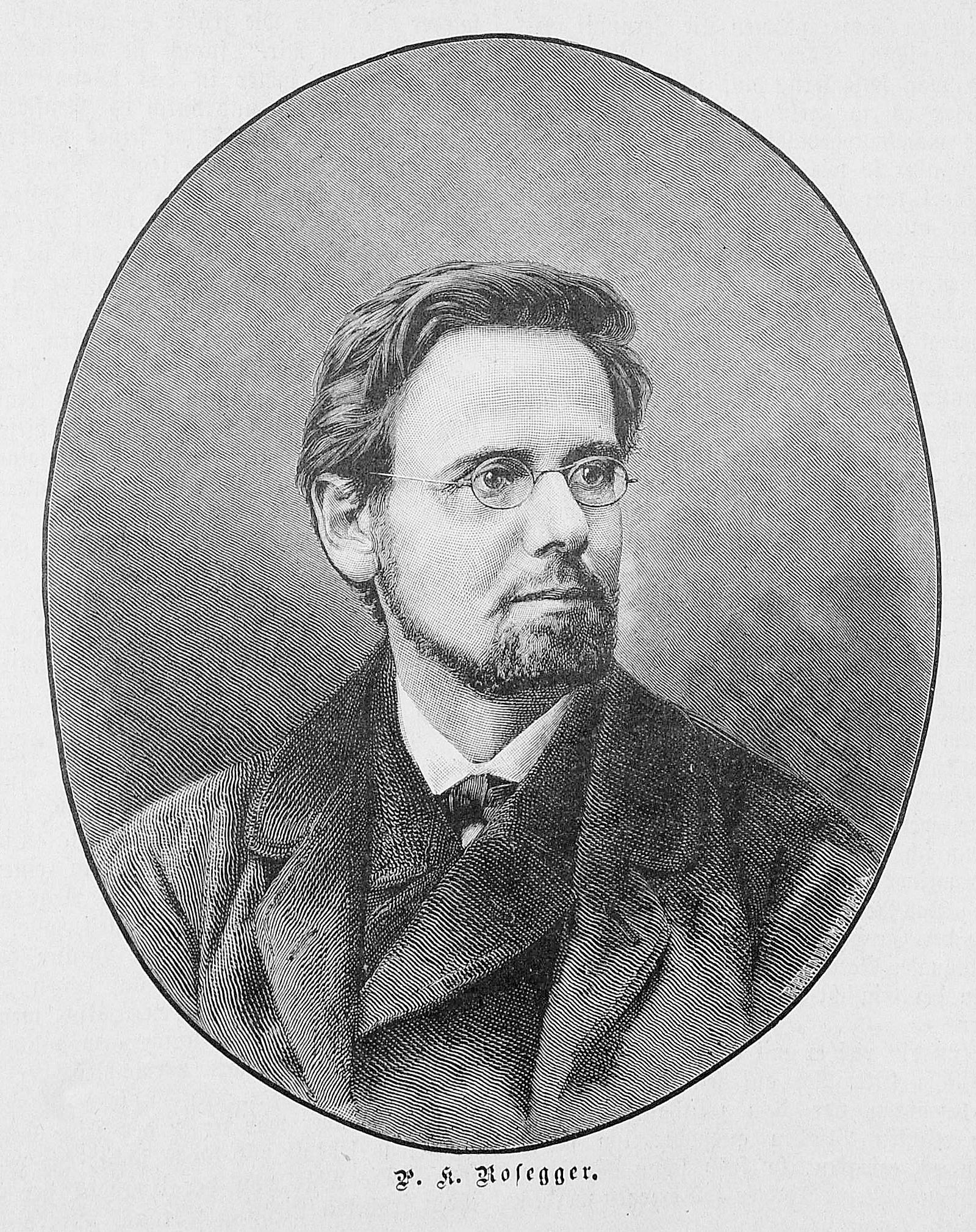
Porträt in der Gartenlaube von 1888

Am 13. Mai 1873 heiratete er Anna Pichler, die Tochter eines Hartberger Hutfabrikanten, in der Mariagrüner Kirche in Graz. Am 20. Februar 1874 wurde den Eheleuten der Sohn Josef geboren, am 4. März 1875 kam beider Tochter Anna zur Welt, aber seine Frau verstarb am 16. März 1875 im Kindbett. In dieser Zeit war Rosegger bereits als Schriftsteller bekannt.
1874 erhielt er nach Voranfrage beim damaligen Minister für Unterricht und Kultus Karl von Stremayr mehrmals Förderungsbeiträge, welche über Anfangsschwierigkeiten hinweghalfen. Außerdem konnte der Minister als „Schützer und Förderer der Volksschule“ zur Widmungsübernahme des Romanes Die Schriften des Waldschulmeisters (1875) gewonnen werden.
Seit 1869 stand Rosegger in freundschaftlicher und geschäftlicher Beziehung zu dem Verleger Gustav Heckenast aus Pest, die bis zum Tod des Verlegers 1878 andauerte. Für Rosegger war Heckenast ebenso Förderer wie väterlicher Freund, der dem jungen Schriftsteller Bücher zukommen ließ und ihn auch in privaten Belangen unterstützte. Heckenast bot Rosegger auch die Herausgabe seiner Schriften an. Rosegger nahm das Angebot an – seitdem erschienen seine Publikationen bei Heckenast (insgesamt neun). Heckenast bewog Rosegger zur Herausgabe eines Kalenders, der in volksaufklärerischer Tradition auf Belehrung und moralische Bildung seiner Landsleute setzte und unter dem Titel „Das neue Jahr“ im Jahre 1873 erstmals erschien. 1876 gründete Rosegger in Graz die volkstümliche Monatsschrift Roseggers Heimgarten, Zeitschrift für das deutsche Haus (die nach seinem Tod u. a. von Josef Friedrich Perkonig weitergeführt wurde).

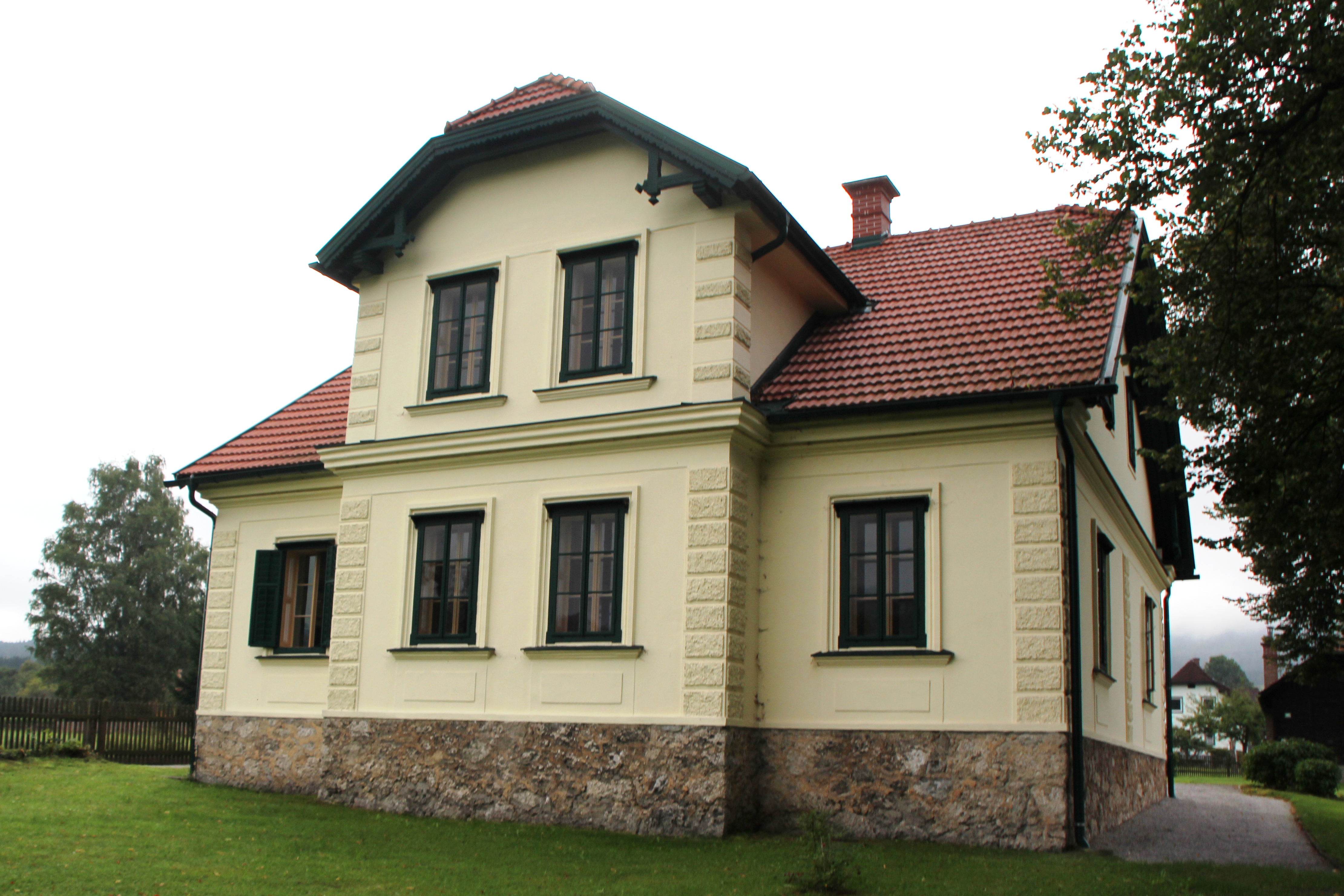
Wohn- und Sterbehaus in Krieglach

1877 konnte sich Rosegger seinen Traum von der „Waldheimat“ erfüllen, nachdem seine Eltern 1868 wegen großer finanzieller Schwierigkeiten gezwungen gewesen waren, den Kluppeneggerhof zu verkaufen. Nach den ersten finanziell erfolgreichen Jahren als Schriftsteller wurde nach seinen eigenen Entwürfen in Krieglach das Haus erbaut, und bereits im Herbst zogen er und seine Kinder ein. Dieses Haus ist inzwischen ein Museum.
Am 1. Mai 1879 heiratete Rosegger in Krieglach seine zweite Frau Anna Knaur, die Tochter des Besitzers von Schloss Feistritz an der Mürz, der 1876 den Kluppeneggerhof gekauft hatte. Mit Anna Knaur hatte er drei Kinder: den späteren Schriftsteller Hans Ludwig Rosegger (1880–1929) sowie die Töchter Margarete (1883–1948) und Martha (1890–1948).
Seit 1878 unternahm Rosegger Lesereisen, die ihn u. a. nach Dresden, Leipzig, Weimar, Berlin, Hamburg, Kassel, Karlsruhe und München führten. In der Darstellung Meine Vorlesereisen berichtet er über seine Erlebnisse während dieser Zeit.
Nachdem Heckenast gestorben war, wurde Adolf Hartleben aus Wien sein neuer Verleger. Dort erschien 1883 der Roman Der Gottsucher, eines der bedeutendsten Werke Roseggers. In diesem Werk ist eine Begebenheit aus dem Jahr 1493 in Tragöß verarbeitet, bei der ein missliebiger Priester von Angehörigen des eigenen Pfarrvolkes ermordet worden war. Das Buch war außerordentlich beliebt; 13 Jahre nach Erscheinen wurde schon die 24. Auflage verlegt und im Jahre 1926 die 76. Auflage.
Aufgrund von Differenzen bei Honorarfragen und Editionsproblemen nahm Rosegger das Angebot des Leipziger Verlagsbuchhändlers Ludwig Staackmann an. Bei der Zusammenarbeit mit Staackmann entwickelte sich eine sehr persönliche und gute Beziehung. Nach Staackmanns Tod hielt Rosegger den guten Kontakt mit dessen Sohn aufrecht.
Ein Großneffe Peter Roseggers war der Politiker Anton Peltzmann (1920–2000).

### Ableben
Peter Rosegger verstarb am 26. Juni 1918 in seinem Landhaus in Krieglach im Alter von 74 Jahren.
Sein Grabmal befindet sich auf dem Friedhof in Krieglach. Er selbst wollte

„nur ein einfaches Grab, wie jeder Alpler Bauer. Ein Holzkreuz mit dem Namen darauf. Wenn man nach 50 Jahren noch weiß, wer das ist, dann genügt dies; wenn nicht, gönnt ihm seinen Frieden.“

## Werk und Wirkung
Rosegger unterstützte auch den Deutschen Schulverein, so etwa 1909 durch den Spendenaufruf „2.000 Kronen mal 1.000 sind 2 Millionen Kronen“.
Zum 100. Geburtstag des Dichters im Jahr 1943 wurden ausgewählte Teile seines Werkes als NS-Propaganda verwendet. Rosegger selbst sah sich als monarchietreuer Nationalist im patriotischen Sinne dem österreichischen Kaiser verbunden. Von den Deutsch-Nationalen grenzte er sich eindeutig ab.
Kritische Gedanken der k.u.k. Monarchie und der staatlichen Verwaltung gegenüber ließ er etwa in seinem Roman Jakob der Letzte (1888) erkennen. Die Obrigkeit, die Behörden und reiche Kapitalisten erscheinen dabei als Feinde der steirischen Bauern, die die echte Landbevölkerung darstellen. Der Staat nimmt den Bauern durch Steuern ihre Existenz und durch die Militärgesetzgebung ihre Söhne. Recht haben sie von ihm nicht zu erwarten, es geht immer „Herrenwille vor Bauernrecht“. Der Kaiser ist seinem Volk fern und unerreichbar. Heimat wird als der heimatliche Bauernhof sowie die engste Nachbarschaft verstanden, nicht als Heimatland. Von außen dringt das „Weltgift“ hinein, das später in einem eigenen Roman thematisiert wird, und zerstört sie. Rosegger erweist sich hierin als Heimatdichter im engstmöglichen Sinn, nicht als Nationaldichter oder Nationalist.
Rosegger kritisierte die vermeintlich beherrschende Stellung der Juden im Wirtschafts- und Geistesleben und äußerte ein gewisses Verständnis für antisemitische Strömungen, verurteilte jedoch deren Auftreten, wie aus einem Brief an seinen Freund Friedrich von Hausegger hervorgeht: „Weil der Antisemitismus heute vor allem durch bildungslose, rohe Massen großer Städte vertreten wird, weil alle feiner gearteten Menschen sich von dieser wilden Bewegung zurückgescheucht fühlen, darum fürchte ich sehr, dass sie großes Unheil stiften wird und das macht mich oft traurig. […] Ja, eine solche Bewegung hat ihre natürlichen Ursachen, ist also berechtigt, aber erfreulich oder gar nachahmenswert ist sie nicht. Ich beklage es tief, in einer solchen Zeit zu leben.“
In Roseggers Romanen und Erzählungen, so die Literaturwissenschaftlerin Daniela Strigl, sind keine antisemitischen Aussagen enthalten, in einzelnen Erzählungen finden sich hingegen positiv gezeichnete jüdische Figuren. Trotz einiger aus dem Zeitgeist erklärbarer judenfeindlicher Aussagen habe sich Rosegger nie von der völkisch-antisemitischen Bewegung vereinnahmen lassen. Strigl tritt insbesondere anderslautenden Thesen der Journalistin Christa Zöchling entgegen. In einem Brief aus dem Jahr 1889 äußerte Rosegger die Befürchtung, „daß der Antisemitismus sich zu einem großen Schreckens- und Vergewaltigungssystem auswachsen wird, das von langer Dauer sein und viele unserer idealen Güter zerstören wird.“ Vonseiten der deutschnationalen Presse wurde Rosegger vorgeworfen, dass er nicht willens sei, „den Rassenstandpunkt über den allgemeinen menschlichen zu stellen“, wegen seiner gelegentlichen Publikationen im (jüdischen) Neuen Wiener Tagblatt wurde der Schriftsteller öffentlich als „Judenknecht“ angegriffen.

Schließlich stellte sich Rosegger explizit auf die Seite der Zionisten, von denen er gleichwohl hoffte, dass gerade sie, die er als besonders wertvolle Juden wahrnahm, nicht auswanderten. Seine Haltung drückte er im Jahr 1900 in folgenden Zeilen aus:
Wer sich einen Deutschen nennt

Und die Heimatsehnsucht kennt

Und der Völker Freiheit preist,

Ja, der muss doch fördern, segnen

Euren Zionistengeist.

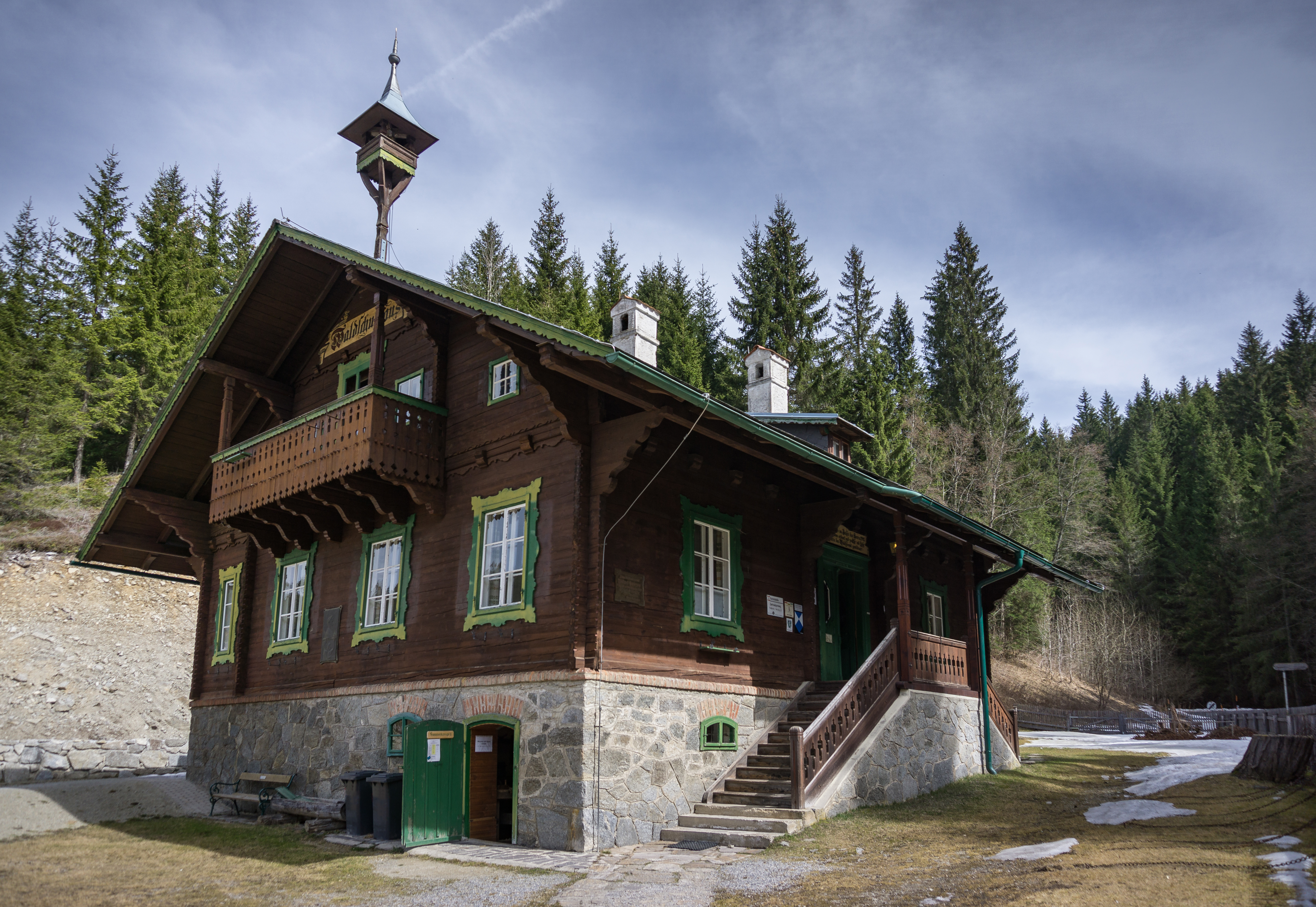
Waldschulhaus in Alpl

Sein Leben lang war Rosegger ein praktizierender Katholik, auch wenn er für Gespräche mit anderen Christen offen war, Missstände in der Kirche wahrnahm und an andere weiterkommentierte. Auf Roseggers Initiative geht der Bau der evangelischen Heilandskirche in Mürzzuschlag (1900), des Waldschulhauses in Alpl (1902) und der Wiederaufbau der katholischen Kirche in St. Kathrein (1902) zurück.
In seiner Zeitschrift Heimgarten veröffentlichte er zahlreiche Beiträge zu gesellschaftlichen und sozialen Fragen. Dabei zeigte er sich als Befürworter eines „einfachen Lebens“ und nahm häufig eine zivilisationskritische Sichtweise ein. Rosegger war sehr aufgeschlossen gegenüber reformerischen Bewegungen seiner Zeit, wie etwa dem Vegetarismus, der Alternativmedizin und der Abstinenzbewegung. Er beschäftigte sich auch mit Buddhismus und unterstützte den damals gerade aufkommenden Naturschutz-Gedanken. So engagierte er sich etwa für den Erhalt des Mariagrüner Waldes nahe seiner Heiratsstätte.
Während der Zeit des Ersten Weltkrieges schrieb Rosegger viele nationalistische und kriegsfreundliche Gedichte und Texte. Am 19. November 1914 veröffentlichte er im Neuen Wiener Tagblatt einen Aufruf zur Zeichnung von Kriegsanleihen. Rosegger war ständiger Autor der Karnisch-Julischen Kriegszeitung und veröffentlichte darin Texte und Gedichte auch mit deutschnationalen Inhalten. 1916 trat er im gemeinsam mit seinem Freund Ottokar Kernstock verfassten Gedichtband Steirischer Waffensegen mit nationalistischer Kriegslyrik hervor.
Zu seinem engeren Freundeskreis gehörten u. a. Ludwig Anzengruber, Ottokar Kernstock und Robert Hamerling. Eine tiefe Freundschaft und Gesinnung verband ihn auch mit dem bayerischen Schriftsteller Ludwig Ganghofer.
Der Rosegger-Janker wurde nach ihm benannt.

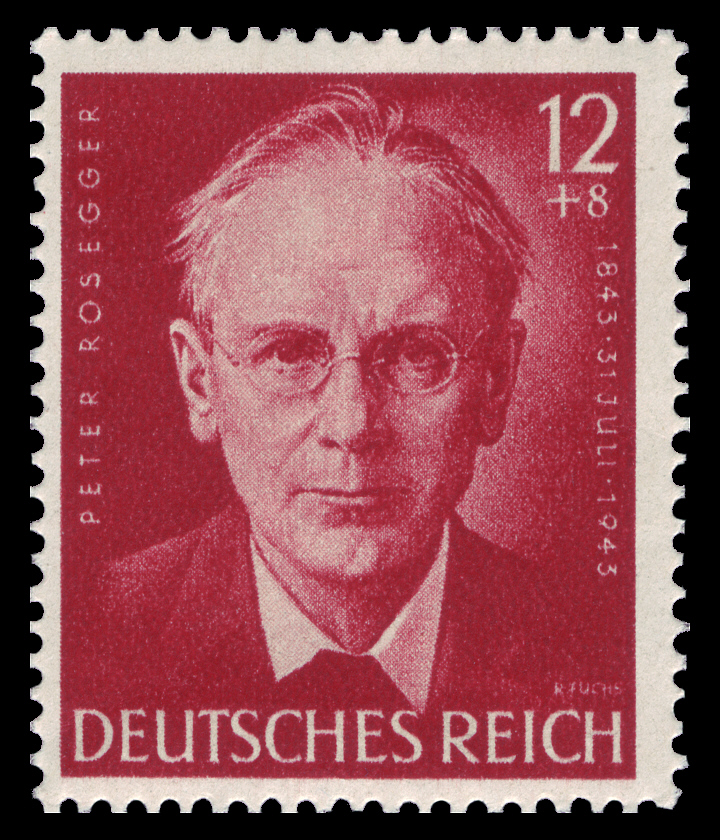
Briefmarke (1943)
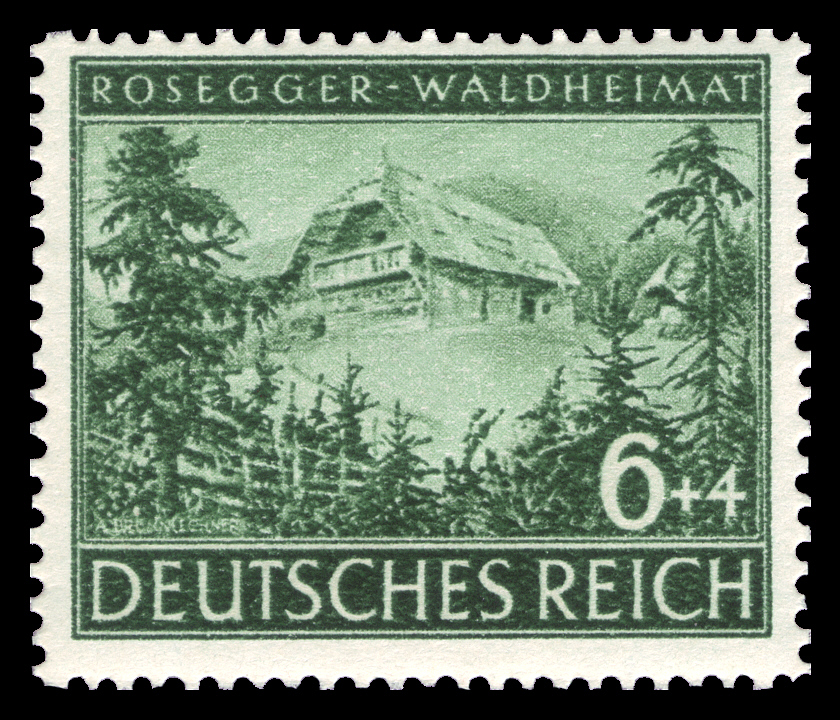
Das Geburtshaus auf einer Briefmarke (1943)

## Ehrungen

### Auszeichnungen zu Lebzeiten
Rosegger erhielt zahlreiche hohe nationale und internationale Auszeichnungen, darunter:
- 1898: Orden der Eisernen Krone (Österreich), Ritter III. Klasse.
- 1903: Ehrendoktorwürde der Universität Heidelberg
- 1907: Ehrenmitgliedschaft der Londoner Royal Society of Literature
- 1913: Ehrendoktorwürde der Universität Wien
- 1913: Österreichisches Ehrenzeichen für Kunst und Wissenschaft
- 1913: Nominierung für den Nobelpreis für Literatur – ausgezeichnet wurde damit schließlich Rabindranath Tagore[26]
- 1917: Ehrendoktorwürde der Universität Graz
- 1918: Franz-Joseph-Orden[27]
- Preußischer Kronenorden 2. Klasse (?)

Peter Rosegger war Ehrenbürger der Stadt Graz, der Marktgemeinde Krieglach, der Gemeinde St. Kathrein am Hauenstein, der Stadt Marburg an der Drau (Maribor, heute Slowenien) und der Stadt Pettau (Ptuj, heute Slowenien).

### Museen und Gedenkstätten
Roseggers Geburtshaus und die Waldschule in Alpl sowie sein Wohn- und Sterbehaus in Krieglach sind heute Museen, die dem Volksschriftsteller gewidmet sind. Beide sind seit 2013 dem Universalmuseum Joanneum eingegliedert.
- Alpl: Roseggers Geburtshaus, Kluppeneggerhof
- Alpl: Waldschule (eröffnet am 28. September 1902)[32]
- Krieglach: Roseggers Landhaus/Sterbehaus
- Krieglach: Grab Peter Roseggers

### Denkmäler
- Graz: Peter-Rosegger-Denkmäler:
  - Roseggergarten
  - Stadtpark (Statue "Waldlilie")
  - Augarten
- Leoben: Porträtbüste von Erwin Huber (1993)
- Jägerndorf in Schlesien (Sudetenland), heute Krnov: Peter-Rosegger-Denkmal
- Kapfenberg: Peter-Rosegger-Denkmal (Roseggerbrunnen)
- Krieglach: Denkmal „Als ich noch der Waldbauernbub war …“ (von Paul Kassecker, 1937)
- Mürzzuschlag: Roseggerbrunnen von Wilhelm Gösser (1933)[33]
- St. Kathrein am Hauenstein: Peter-Rosegger-Denkmal
- Stoderzinken: Peter-Rosegger-Denkmal von Siegfried Schwab (1968)
- Weiz: Peter-Rosegger-Denkmal

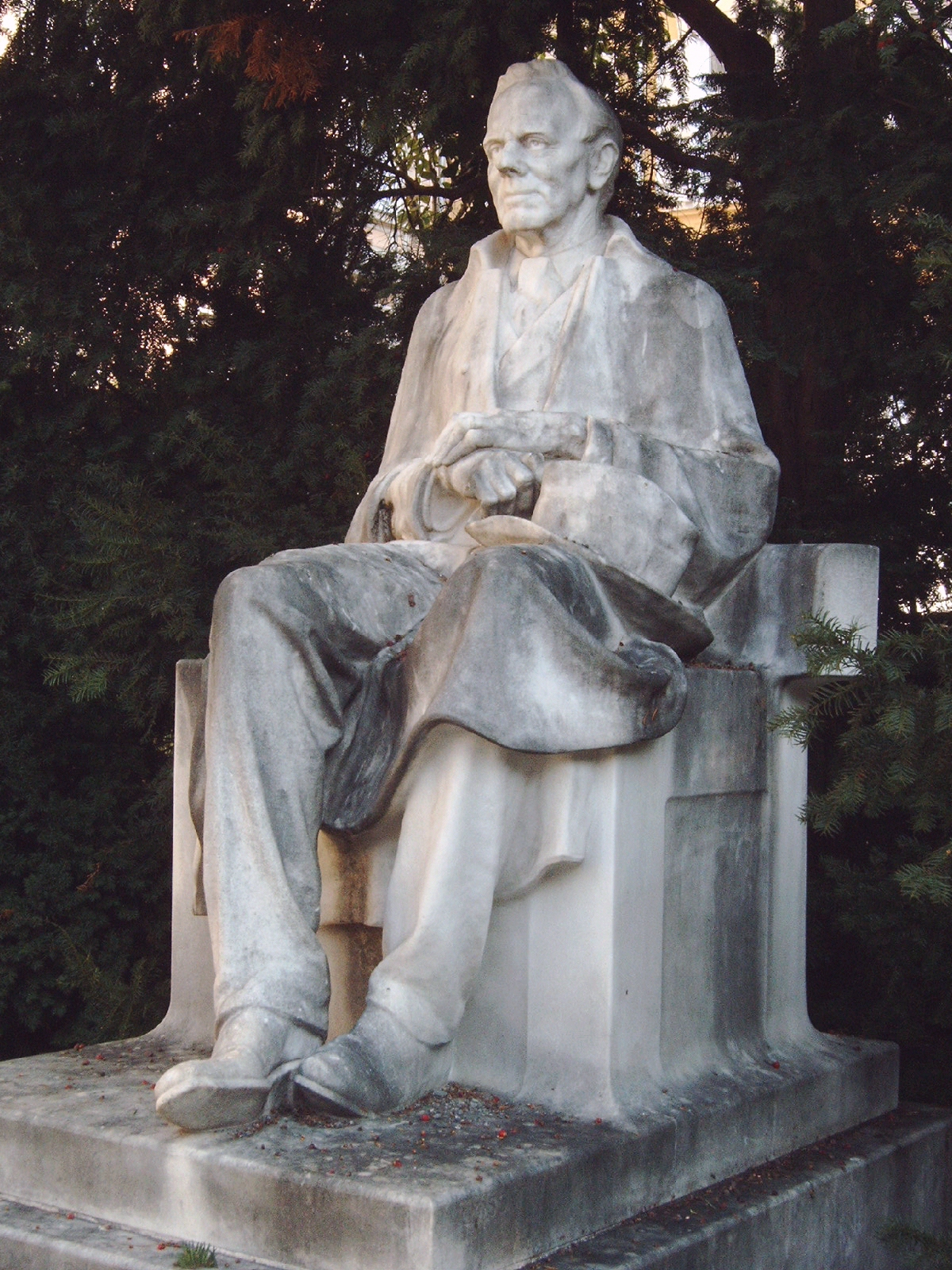
Denkmal im Grazer Roseggergarten (Burggasse/Opernring)
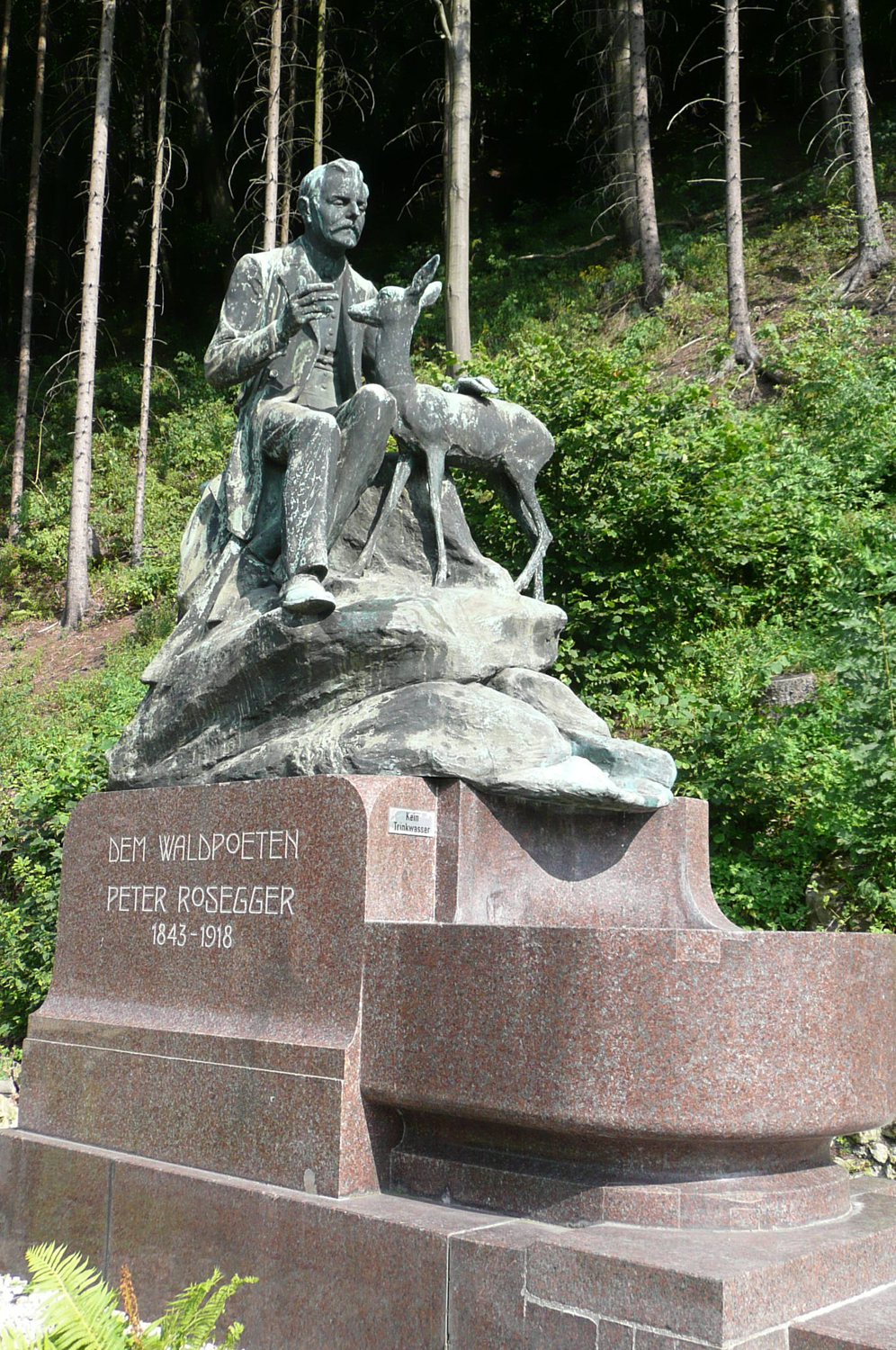
Roseggerbrunnen in Kapfenberg
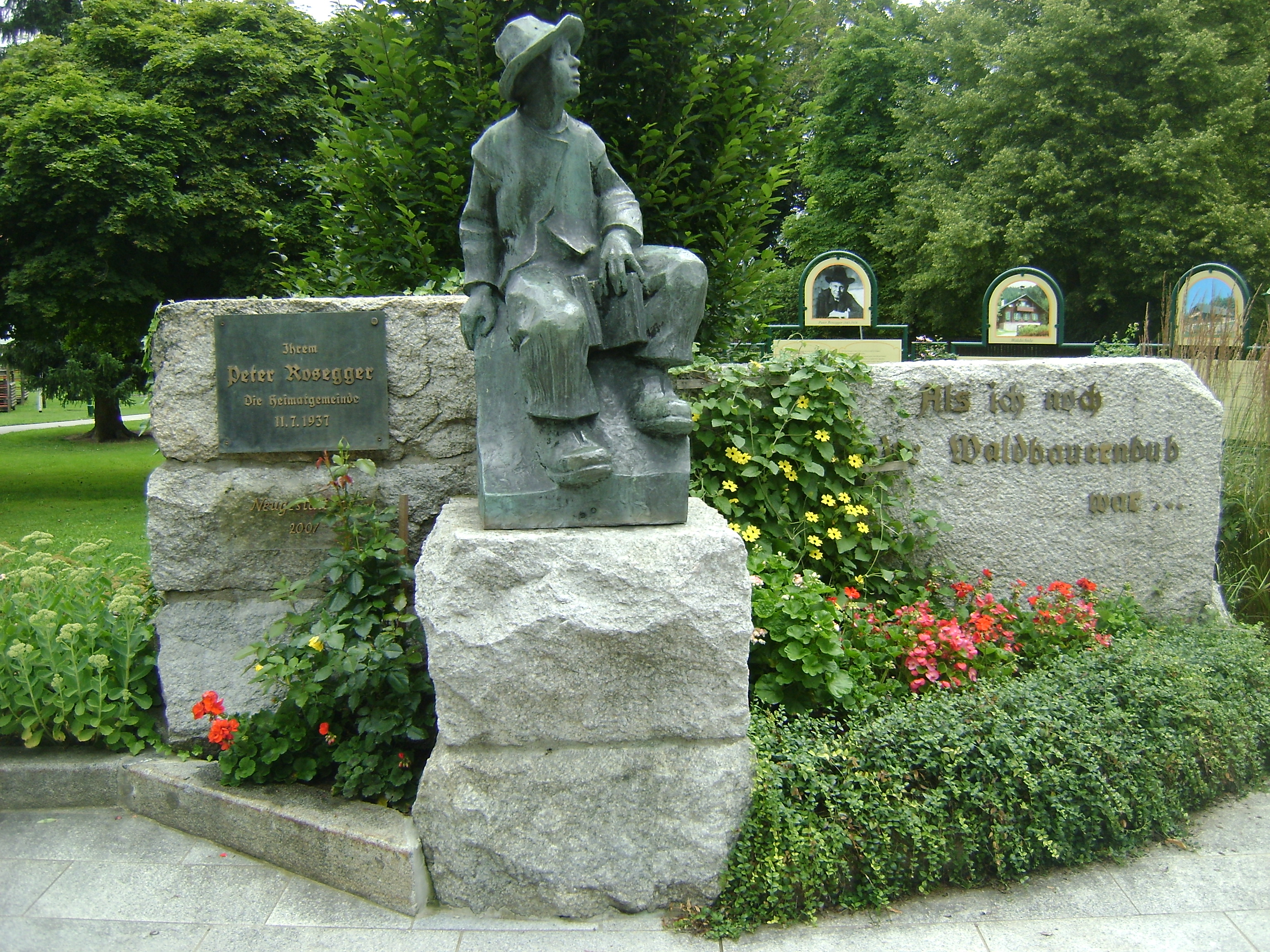
„Als ich noch der Waldbauernbub war …“ Rosegger-Denkmal in Krieglach
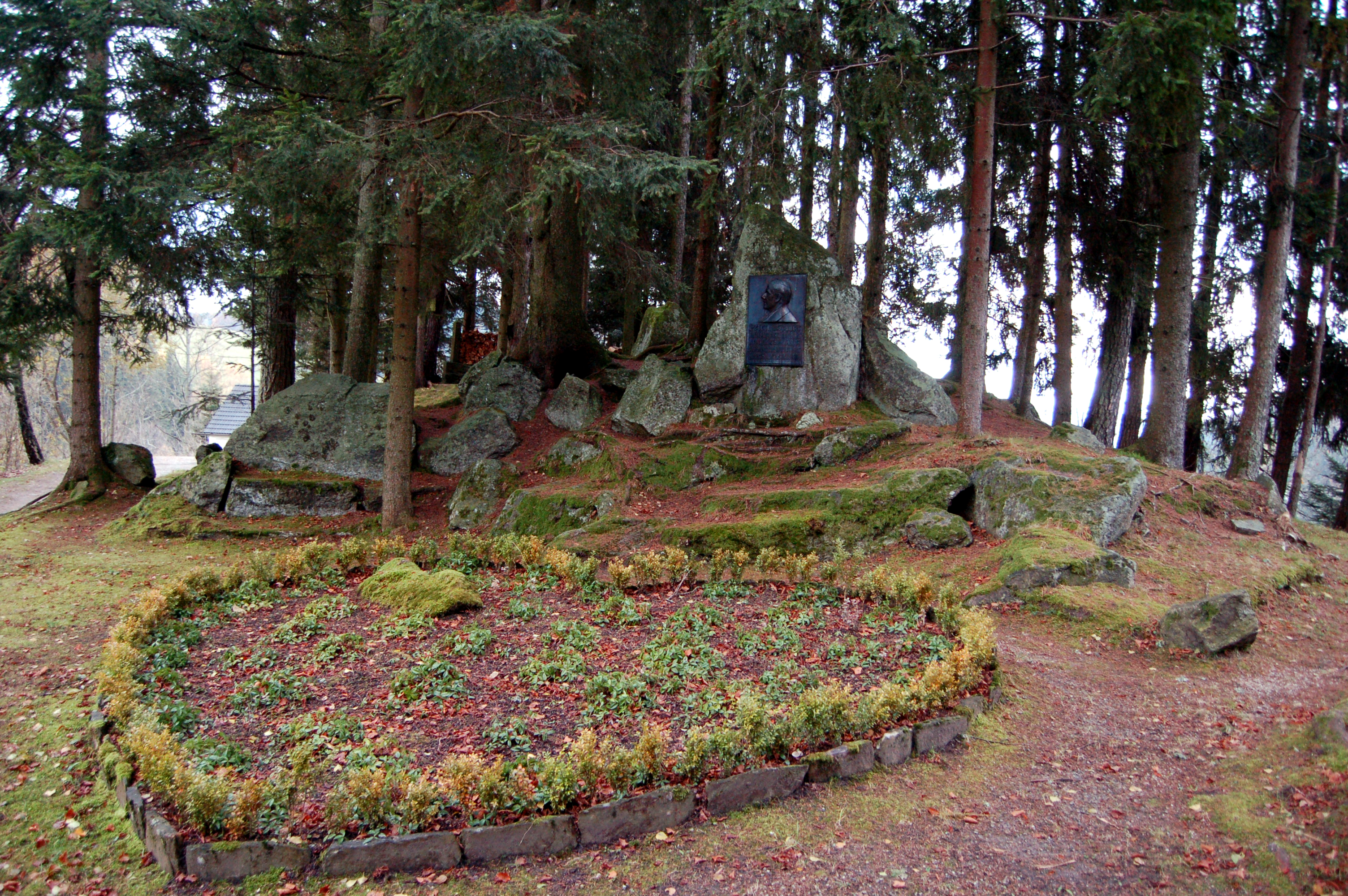
Das Denkmal in St. Kathrein
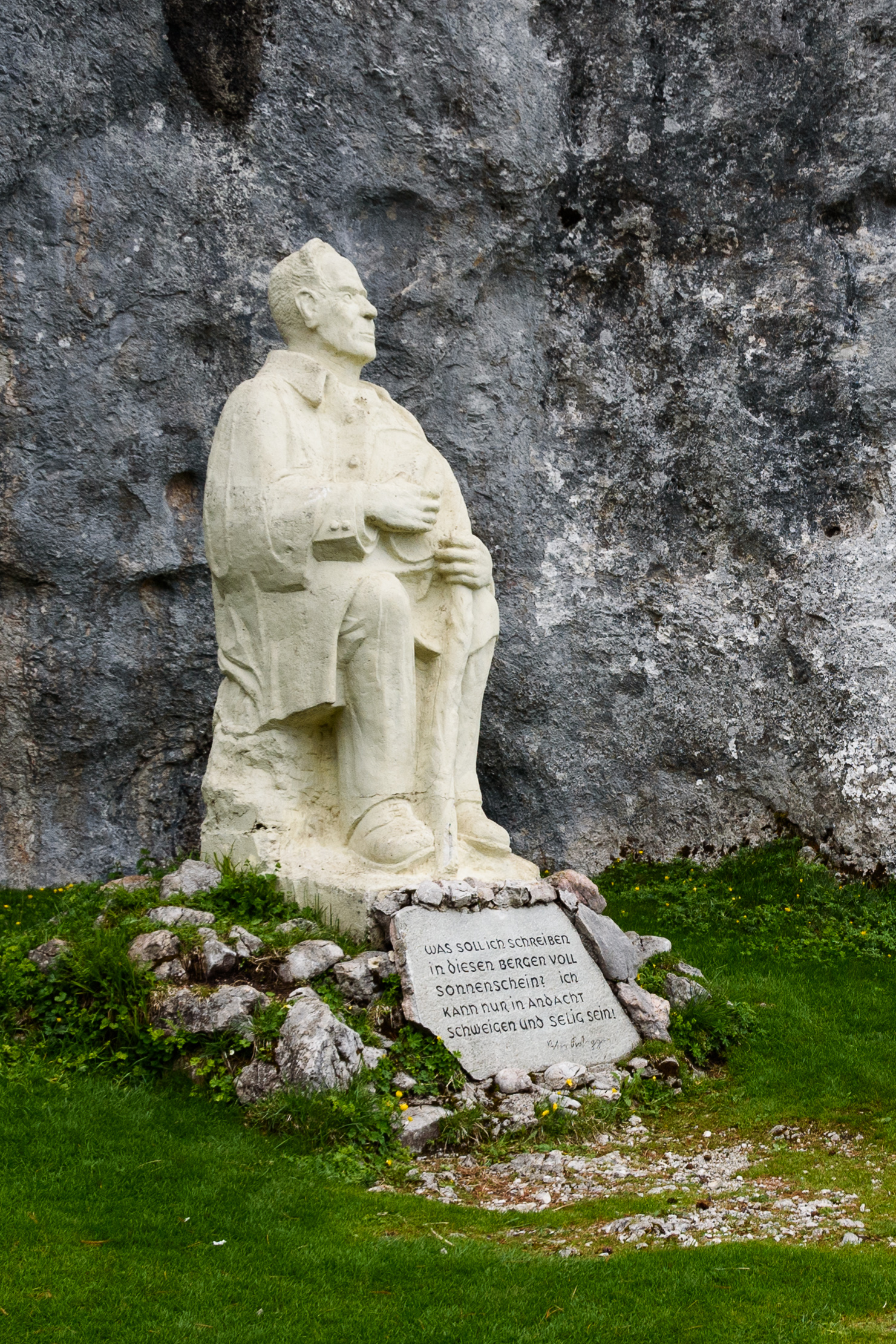
Denkmal auf dem Stoderzinken (1968)

### Mitgliedschaften
Er war Mitglied der Schlaraffia und Ehrenmitglied der Lese- und Redehalle der deutschen Studenten in Prag sowie der Deutschen Lesehalle an der Technischen Hochschule Wien.

### Sonstige Ehrungen
- Berlin: Rosegger-Grundschule am Marheinekeplatz im Stadtteil Berlin-Kreuzberg (2004 geschlossen)
- Radebeul: Rosegger-Schule im Stadtteil Serkowitz
- Waldbröl: Roseggerschule – Förderschule mit den Förderschwerpunkten „Lernen“ und „Emotionale und soziale Entwicklung“
- Wiesbaden: Peter-Rosegger-Schule, Grundschule im Stadtteil Igstadt
- Gärtringen: Peter-Rosegger-Schule, Grundschule[35]

Seit 1951 wird ihm zu Gedenken vom Land Steiermark der Peter-Rosegger-Literaturpreis vergeben.
Nach Peter Rosegger wurden in vielen deutschen und österreichischen Orten Straßen benannt, ebenso das Roseggerhaus, eine alpine Schutzhütte in den Fischbacher Alpen oberhalb von Ratten (Steiermark).
In Graz wurde das 1913 errichtete Eckhaus Elisabethinergasse 2 / Annenstraße 23–25, mit zweistöckigem Café Rosegger darin, Roseggerhaus benannt; danach bis heute auch eine Haltestelle (zunächst Straßenbahn, heute Buslinie). Im Zuge der Eingemeindungen 1938 sammelten sich in Graz vier Roseggergassen, ein Roseggerkai, vier Roseggerwege und eine Peter-Rosegger-Straße an. 1949, Jahre nach dem Zweiten Weltkrieg, wurde diese Fülle entschärft. Roseggerweg gibt es nur mehr den im Leechwald, Roseggergasse keine mehr in Graz.
Ein Asteroid, der 1991 an der Thüringer Landessternwarte Tautenburg entdeckt wurde, wurde unter der Bezeichnung (7583) Rosegger nach Peter Rosegger benannt.

## Werke

### Gedichtbände
- Zither und Hackbrett. 1870.
- Mein Lied, 1911 (enthält u. a. Ein Freund ging nach Amerika)
- Steirischer Waffensegen (mit Ottokar Kernstock). 1916. Volltext online

### Romane
- Gabriel Mondfels. Ein Jugendleben. 1867/68. Das Erstlingswerk erschien erst 2024 im Clio-Verlag, ISBN 978-3-903425-10-1
- Die Schriften des Waldschulmeisters. 1875. Digitalisat und Volltext im Deutschen Textarchiv
- Heidepeters Gabriel. 1882.
- Der Gottsucher. 1883.
- Jakob der Letzte. 1888.
- Peter Mayr. Der Wirt an der Mahr. 1891.
- Das ewige Licht. 1897.
- Erdsegen. 1900.
- Weltgift. 1901.
- I.N.R.I. 1905.
- Die Försterbuben. 1907.
- Martin der Mann. 1908.
- Die beiden Hänse. 1912. online – Internet Archive

### Erzählungen
- Geschichten aus Steiermark. 1871.
- Die Harfe im Walde. 1871.
- Der Lex von Gutenhag. 1871.
- Geschichten aus den Alpen. 1873.
- Der Geldfeind. 1875.
- Streit und Sieg. 1876.
- Felix der Begehrte. 1876.
- Maria im Elend. 1876.
- Der Hinterschöpp. 1878.
- Mann und Weib. Liebesgeschichten. 1879.
- Die Dorfschöne. 1882.
- Die Sennerin und ihre Freunde. 1884.
- Die Nottaufe. 1885.
- Empor zu Gott. 1885.
- Das Ereignis in der Schrun. 1887.
- Allerhand Leute. 1888.
- Der Pfarrersbub. 1888
- Der Edi und seine Nessel. 1889.
- Der Schelm aus den Alpen. 1890.
- Der Adlerwirt von Kirchbrunn. 1890.
- Das Gupferl. 1892.
- Adam das Dirndl. 1893.
- Jung Hanele, die Trutzige. 1893.
- Kaderl, die böse Person. 1893.
- Das Unglück in Rieselwang. 1895.
- Durch. 1895.
- Als ich die Christnachtfreude holen ging. 1897.
- Die Kreuzhüttenbuben. 1898.
- Die Feinde. 1900.
- Als ich noch der Waldbauernbub war. 1902.
- Der Höllbart. 1903.
- Das Gold. 1904.
- Wildlinge. 1906 online
- Nixnutzig Volk. L. Staakmann, Leipzig 1907 online
- Die Afel und ihre Liebe. 1908.
- Lasset uns von Liebe reden. 1909. (Enthält unter anderen: Vom Vogel, der sein Nest vertan.)
- Der erste Christbaum.
- Der Wald brennt.
- Vom Kreuzweg des Lebens. Novellistische Studien von Hans Malser. 1881. 2. Aufl. 1908.

### Autobiographisches
- Waldheimat. 1877.
- Mein Weltleben. 1898, 1914.
- Schriften in Steirischer Mundart. 1907.
- Gesammelte Werke (40 Bände). 1913–1916.

## Verfilmungen
Mehrere Werke Roseggers wurden verfilmt und dienten als Vorlage für Film und Fernsehen. 1923 entstand I.N.R.I., es folgten Das Siegel Gottes (1949), Die Försterbuben (1955), Jakob der Letzte (1976), Erdsegen (1986) sowie in den Jahren 1983 und 1984 die Serie Waldheimat.